# Siarczan chondroityny

Mer siarczan chondroityny

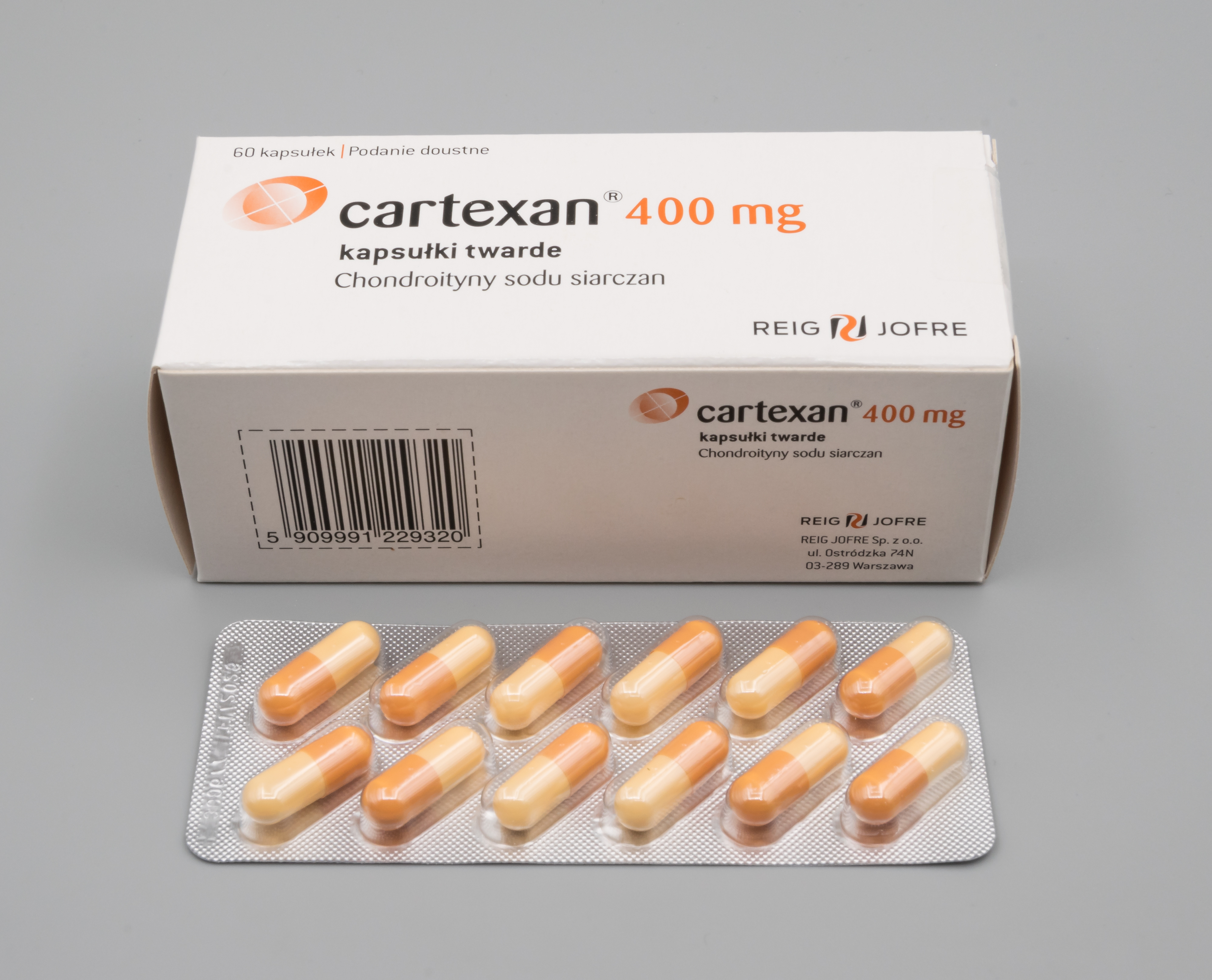
Lek z siarczanem chondroityny

Siarczan chondroityny – organiczny związek chemiczny z grupy glikozoaminoglikanów, który w składzie odnawialnych proteoglikanów jest ważnym strukturalnym komponentem tkanki chrzęstnej. Masa cząsteczkowa siarczanu chondroityny wynosi 10–60 kD. Disacharydowe mery składają się z kwasu glukuronowego i estru siarczanowego N-acetylogalaktozoaminy połączonych wiązaniem β-1,3-glikozydowym. 
Grupa siarczanowa znajduje się w pozycji 4-O lub 6-O reszty N-acetylogalaktozoaminy.